# Маркітан
Маркіта́н (рос. Маркитан, марій. Маркитан) — селище у складі Звениговського району Марій Ел, Росія. Входить до складу Чорноозерського сільського поселення.

## Населення
Населення — 2 особи (2010; 2 у 2002).
Національний склад (станом на 2002 рік):
- марі — 100 %